# ليز بارنز
ليز بارنز (بالإنجليزية: Liz Barnes) هي عدائة المسافات المتوسطة بريطانية، ولدت في 3 أغسطس 1951 في لندن في المملكة المتحدة.

## وصلات خارجية
- ليز بارنز على موقع الاتحاد الدولي لألعاب القوى (الإنجليزية)
- ليز بارنز على موقع ThePowerOf10.info (الإنجليزية)
- ليز بارنز على موقع أوليمبيديا (الإنجليزية)